# ニュージャージー・ジャッカルズ
ニュージャージー・ジャッカルズ（New Jersey Jackals）は、北アメリカのプロ野球独立リーグのフロンティアリーグに加盟している野球チーム。本拠地は、アメリカ合衆国ニュージャージー州リトルフォールズ。

## 歴史
1998年に創設され、ノースイースト・リーグに加盟。モントリオール・エクスポズ傘下のマイナーチームでコーチを務めていたキャッシュ・ボーシャンが監督に就任。前期を1位、後期を2位で終え、プレーオフに進出。プレーオフではオールバニ・コロニー・ダイヤモンドドッグスに勝利し、創設1年目にして初の優勝を飾った。
1999年、ノースイースト・リーグがノーザンリーグと合併したため、ノーザンリーグに加盟。前期1位、後期2位タイでプレーオフに進出。第1ステージのアレンタウン・アンバサダーズ戦で完勝し初の地区優勝を果たした。2年連続となるダイヤモンドドックスとのチャンピオンシップ・シリーズは1-3で敗れリーグ優勝を逃した。
2000年は前期・後期4位と低迷し、プレーオフ進出を逃した。シーズン終了後にボーシャン監督が退任。ウォーターバリー・スピリットからジョージ・トサミス監督を招聘した。
2001年は前期3位、後期2位という成績だったが勝率5割でシーズンを終えた。第1ステージのダイヤモンドドッグス戦は3タテし、チャンピオンシップ・シリーズではエルマイラ・パイオニアーズに3-2で勝利。ノーザンリーグ・チャンピオンシップ・シリーズでウィニペグ・ゴールドアイズに勝利し、ノーザンリーグでは初優勝を果たす。
2002年はシーズン過去最多の62勝を挙げ、前期・後期ともに1位で終了し西地区優勝を果たす。プレーオフでは第1ステージでパイオニアーズに3-2で勝利。チャンピオン・シリーズでアディロンダック・ランバージャックスに3-2で勝利。ノーザンリーグ・チャンピオンシップ・シリーズでは3-1でゴールドアイズに勝利し2年連続で優勝を果たした。オフにトサミス監督がセントポール・セインツに移籍。その後ゲーリー・サウスショア・レイルキャッツのジョー・カルファピエトラ監督が就任。
2003年には、ノースイースト・リーグが再び独立したため、そちらに加盟。前期・後期で1位通過し、地区優勝を果たすも、プレーオフ第1ステージでブロックトン・ロックスに3-2で敗れリーグ優勝を逃した。
2004年は前年同様前期・後期1位で地区優勝を果たす。第1ステージでバンゴー・ランバージャックスに3-1で勝利。チャンピオン・シリーズではノースショア・スピリットに勝利し、3度目のリーグ優勝を果たした。
2005年からカナディアン・アメリカン・リーグに加盟。前期2位・後期3位で5年ぶりにプレーオフ進出を逃した。
2006年は前期を2位タイで終えたが、後期は失速し7位に転落。2年連続でプレーオフ進出を逃した。
2007年は前期1位・後期10位の成績でリーグ加盟後初となるプレーオフ進出を果たすが、第1ステージのナシュア・プライドに2-3で敗退。
2008年は前期4位・後期8位で再びプレーオフ進出を逃した。
2009年は前期1位・後期3位でプレーオフ進出。しかし第1ステージのウースター・トルネードズに3タテされ敗退。
2010年は前期5位・後期4位でプレーオフに進出するも、第1ステージでケベック・キャピタルズに3タテされ敗退。
2011年は前期2位・後期1位でプレーオフ進出。第1ステージのピッツフィールド・コロニアルズ戦では3-0と完勝し、チャンピオン・シリーズに進出するもキャピタルズに1-3で敗北。
2012年は前期・後期が撤廃され、59勝41敗でシーズン2位に。チャンピオン・シリーズでキャピタルズと対戦し、1-4で敗れた。
2019年10月にカナディアン・アメリカン・リーグがフロンティアリーグに吸収合併されたため、翌2020年よりフロンティアリーグで戦うことになった。

## 所属選手

### 主な過去所属選手
- クレイグ・ブレスロウ（2004、元：ボストン・レッドソックス）
- ラウル・バルデス（2006、元：中日ドラゴンズ）
- ブライアン・ネルソン（2008、元：福岡ダイエーホークス）
- ティモニエル・ペレス（2009、元：広島東洋カープ）
- アンヘル・ベローア（2012、元：カンザスシティ・ロイヤルズ、2003年アメリカンリーグ新人王）
- フランシスコ・カラバイヨ（2012、元:オリックス・バファローズ）
- ジョニー・ヘルウェグ （2016 - 2017、元：広島東洋カープ）
- ディーン・グリーン（2018、元：東京ヤクルトスワローズ）

### 日本人選手
- 赤塚瑞樹（2022）
- 迫勇飛（2023 - ）[2]
- 塩田裕一（2023 - ）[2]